# 退屈貴族
『退屈貴族 un noble ennuyeux』（たいくつきぞく）は、フジテレビで2003年10月 - 2004年3月に放送された番組。「月深」枠内で放送時間は毎週月曜深夜24:58 - 25:28 (JST) 。

## 番組進行
退屈な貴族たち（ココリコと週替わりのゲストの計4人）が世界中から集めた「退屈をしのぐVTR」(または、映像ディッシュともいう)を1つずつ鑑賞する。退屈な貴族たちは「世界のありとあらゆるものに飽きてしまった」ので、どんなVTRにも無表情を維持しなくてはならない。笑ったり驚いたりなどの顔を変えることをしてしまったら、鉄仮面の操作でイスが落ち、VTRの下の小さい画面から顔が写らなくなる罰が執行される。全員罰が執行されたらVTRが全画面に写る。ちなみに、番組のロゴや、翻訳テロップから、フランスの貴族をイメージしている。浜口順子の一発芸で番組がスタートする。

## 末期の番組進行
ゲスト（このときは4名）がおすすめするお笑い芸人のネタを鑑賞する。どんなに笑っても罰は執行されない。

## 番組紹介
有り余る金と時間を湯水のように使い、贅沢の限りを尽くし、世の中のありとあらゆる快楽を体験してしまった「退屈な貴族たち」。そんな、「この世には、もう余を楽しませるものがない」と嘆いている『退屈貴族』たちが開く秘密のパーティー…。それは、宮廷の番人である「生きた鉄仮面」が下界の下々たちに、『退屈貴族』が喜ぶものを…、と世界中から集めさせた「映像ディッシュ」の鑑賞会。果たして、『退屈貴族』を喜ばせることは出来るのか？

## 番組内容
鉄仮面が進行役となって、退屈貴族に衝撃映像やお笑い映像を1作品ずつ見せて行く。退屈貴族は「世の中のありとあらゆるものに飽きてしまった」という設定上、どんな映像に対しても無表情を貫かなければならない。もし、驚いたり笑ったりしたら退屈貴族には罰が執行される。
鉄仮面は、映像に退屈貴族が耐えられた場合には「退屈だぞ、このヤロー！」と怒られることもあれば、映像に必死で我慢する退屈貴族を尻目にゲラゲラ笑ったりすると言う、貴族のシモベとは言いつつも自由な感覚の進行役である。

## 疑惑
『週刊文春』2012年3月8日号にて、フジサンケイグループの権力闘争を描いた『メディアの支配者』で講談社ノンフィクション賞と新潮ドキュメント賞を受賞したこともあるジャーナリストの中川一徳が執筆した、下記のような内容の記事が掲載された。

「2003年12月4日に撮影され翌年1月19日に放送された「東洋のランボー」という企画の中で、74歳の老人を河川敷に連れ出し、並べたダンボールに灯油を撒いて火をつけた上を歩かせた。老人は最重度（3度）の火傷を負い、体温が34度まで低下して危篤状態となり、その後一度も自宅に帰ることなく2007年9月、腎不全で死亡した。この件で2003年12月10日、警察署はフジテレビに対し、老人の氏名等を挙げ「火の上を歩くロケをおこなったか」と問い合わせたが、フジテレビ側は5日後「該当するロケはない」と回答。警察は事件性はないと判断し自傷事故として処理した。放送後、視聴者からの「やりすぎだ」という声を受け、スタッフらが老人の親族に謝罪。警察に事故を届け出て、元警察幹部のフジテレビ顧問も警察署に説明に訪れた。しかし事故の公表はせず、主要スタッフを「退屈貴族」担当から外した以外、一切の処分を行わなかった。また老人の治療費はフジテレビが負担したとしているが、実際には全額公費によって賄われている。」

## 出演者
- 田中ナオキスキーIII世（田中直樹）
- 遠藤ショウゾニーモ（遠藤章造）
- メイド浜口（浜口順子）
- 鉄仮面（事実上の番組の進行役）
- 週替わりのゲスト（2名）

## スタッフ
- ナレーション：戸谷公次
- 構成：板坂尚、小野高義、福田雄一、渡辺鐘、柳しゅうへい
- 技術：共同テレビ
- TD：佐々木信一、大嶋徹
- CAM：小川経一
- VE：石井友幸
- AUD：藤橋浩司郎
- 照明：吉川知孝
- 美術プロデューサー：井上幸夫
- セットデザイン：棈木陽次
- 美術進行：吉田敬
- 大道具：内堀圭一
- 装飾：竹原丈二
- 衣裳：山田2号（山田斉）
- メイク：佐藤恭子
- かつら：山蔵省三
- 持道具：山田1号
- 電飾：岸和幸
- アクリル装飾：平野順子
- 生花装飾：勝野純子
- 特殊装置：永島哲哉
- 特殊美術：横山公一
- 視覚効果：中溝雅彦
- イラスト：徳田典子
- VTR編集：一ノ瀬勝（笑カンパニー）
- MA：中村和弘（笑カンパニー）
- 音響効果：松長芳樹（digital circus）
- CG：田中秀幸（フレイムグラフィックス）
- 編成：保原賢一郎
- 広報：田川龍介
- デスク：保坂美帆
- TK：平井冴子
- FD：山下亜樹
- AP：北口富紀子
- ディレクター：渡辺剛、飯村徹郎
- 演出：金子傑
- 制作プロデューサー：辻村たろう
- プロデュース：石井浩二
- 制作協力：NET WEB
- 制作：フジテレビバラエティ制作センター